# Georgina Sherrington
Georgina Sherrington (Londres, Inglaterra, 26 de julio de 1985) es una actriz británica, conocida por su interpretación del personaje de Mildred Hubble en la serie de televisión The Worst Witch (1998-2001), así como en la continuación de la serie Weirdsister College (2001), una coproducción británica/canadiense entre ITV y TV Ontario. En 2000 ganó el premio "Young Artist Award" en la categoría de "Mejor actuación de Actriz Joven en una serie cómica de TV", por su trabajo en The Worst Witch.

## Vida personal
Estudió en Wimbledon High School. Se graduó de la Universidad de Princeton en 2008, donde fue miembro de Princeton Club Tower. En Princeton, dirigió "Trabajos de amor perdidos" en abril de 2006 y un Festival de Shakespeare en 2007, y se desempeñó como director asistente de dirección y actriz en varias producciones en 2007, incluyendo "El cuento de invierno".
Después de pasar algún tiempo en el área de Los Ángeles, Georgina ha regresado a Londres.

## Filmografía
| Año       | Título                                       | Papel                             | Notas                                        |
| --------- | -------------------------------------------- | --------------------------------- | -------------------------------------------- |
| 1998-2001 | The Worst Witch                              | Mildred Hubble                    | 37 episodios                                 |
| 2001      | Weirdsister College                          | Mildred Hubble                    | temporada 1 (13 episodios)                   |
| 2001      | The Quick Trick Show                         | Mildred Hubble                    | temporada 1 episodio 1 (Estrella invitada)   |
| 2004      | The New Worst Witch                          | Mildred Hubble- estrella invitada | temporada 1 Episodio 1                       |
| 2009      | Mother's Cave                                | Mujer                             |                                              |
| 2010      | Talk                                         | Girl                              | Cortometraje                                 |
| 2010      | 2010 Sweet N' Sour Recession                 | Miss Pink                         | Cortometraje                                 |
| 2011      | The White Box                                | Consejera                         | Cortometraje                                 |
| 2011      | Steamboat                                    | Juliana                           | Escritora, editora y productora Cortometraje |
| 2012      | All in the Method                            | Georgina                          | The Acting Guru                              |
| 2013      | Stop/Eject'                                  | Kate                              | Cortometraje                                 |
| 2014      | Tag                                          | Miss Locklee                      |                                              |
| 2014      | Welcome to Purgatory                         | Skinny Shaitan                    |                                              |
| 2016      | Welcome to Purgatory II: The Journey to Hell | Skinny Shaitan                    |                                              |